# Julian Piotrowski
Julian Piotrowski vel Julian Biodrowski pseud. Rewera 2, Górka 2 (ur. 7 października 1920 w Mariampolu, zm. 18 maja 2008 we Wrocławiu) – major piechoty Wojska Polskiego, Polskich Sił Zbrojnych na Zachodzie i Armii Krajowej, cichociemny.

## Życiorys
Julian Piotrowski uczył się w II Państwowym Gimnazjum im. Marszałka Józefa Piłsudskiego w Stanisławowie. W szkole tej działał w harcerstwie i trenował piłkę nożną w klubie WCKS „Rewera”. Zdał maturę w 1938 roku, po czym został powołany na Kurs Podchorążych (Szkoła Podchorążych Rezerwy Piechoty) 11 Karpackiej Dywizji Piechoty w Stanisławowie, który ukończył w lipcu 1939 roku i został skierowany na praktykę do 48 pułku piechoty Strzelców Kresowych, gdzie zastała go wojna.
We wrześniu 1939 roku służył w Ośrodku Zapasowym 11 Dywizji Piechoty. W nocy z 17 na 18 września wraz z 48 pp przekroczył granicę polsko-węgierską. Był internowany na Węgrzech (w Ostrzyhomiu nad Dunajem, Siklos-var i innych). Od 24 marca 1941 roku przedzierał się przez Jugosławię, Grecję i Turcję do Palestyny, gdzie została sformowana Samodzielna Brygada Strzelców Karpackich, w której od maja 1941 roku walczył (jako dowódca drużyny, następnie dowódca plutonu w 3 kompanii I batalionu) m.in. w bitwach o Tobruk (za którą otrzymał swój pierwszy Krzyż Walecznych) i o Gazala. Został wraz z 3 Dywizją Strzelców Karpackich 2 Korpusu Polskiego przerzucony do Włoch.
Po przeszkoleniu w dywersji został zaprzysiężony 14 lutego 1944 roku w Ostuni Włochy i przeniesiony do Głównej Bazy Przerzutowej w Brindisi we Włoszech. Zrzutu dokonano w nocy z 30 na 31 lipca 1944 roku w ramach operacji „Jacek 1” dowodzonej przez kpt. naw. Stanisława Daniela. Po skoku i wybuchu powstania warszawskiego zgłosił się na ochotnika do komendanta Rejonu 3 w Śródmieściu Południowym. Od 7 sierpnia walczył jako adiutant dowódcy odcinka taktycznego „Topór” ppłk. Jacka Bętkowskiego (drugi Krzyż Walecznych). Brał udział w organizacji, obronie i walkach rejonu ulic: Wspólnej i Emilii Plater oraz gmachów Politechniki. Potem uczestniczył w walkach na ul. Noakowskiego i ponownie na Emilii Plater i Poznańskiej oraz w bezskutecznych atakach w celu zlikwidowania niemieckiej obrony w gmachu Urzędu Telekomunikacji na Nowogrodzkiej.
Po kapitulacji powstania dostał się do niewoli niemieckiej. Przebywał w obozach w Ożarowie, Kostrzynie, Sandbostel i Murnau. Obóz ten został wyzwolony 20 kwietnia 1945 roku przez wojska amerykańskie. Piotrowski przybył 25 czerwca 1945 roku do Wielkiej Brytanii.
W Londynie podjął studia na Uniwersytecie Londyńskim. W 1948 roku zdecydował się na powrót do kraju. Na początku 1950 roku został zdegradowany do stopnia szeregowego, był wielokrotnie zatrzymywany i inwigilowany przez UB.
Podjął pracę w Społecznym Przedsiębiorstwie Budowlanym we Wrocławiu (przedsiębiorstwo to zmieniało nazwę na Zjednoczenie Budownictwa Przemysłowego nr 1, a później WPBP nr 1). Od 1971 roku pracował w Zjednoczeniu Budownictwa Przemysłowego „Zachód”, a następnie do 1981 roku we WPBP nr 2.
Od 1956 roku działał w Związku Zawodowym Budowlanych oraz w Polskim Związku Działkowców. Po przejściu na emeryturę w 1985 roku działał w Krajowym Stowarzyszeniu Polskich Sił Zbrojnych na Zachodzie oraz Światowym Związku Żołnierzy Armii Krajowej.
W 1967 roku ukończył studia na Wydziale Prawa Administracyjnego Uniwersytetu Wrocławskiego.
Od 1948 roku do śmierci mieszkał we Wrocławiu. Zmarł w wieku 88 lat.

## Awanse
- kapral – lipiec 1939 roku
- podporucznik –
- porucznik – 30 lipca 1944 roku
- szeregowy – początek 1950 roku
- porucznik – 1985[2]
- kapitan – 15 sierpnia 1995 roku
- major w stanie spoczynku –

## Życie rodzinne
Julian Piotrowski był synem Józefa, technika i kierownika gorzelni, i Marii z domu Bułki. Miał braci Mieczysława i Zbigniewa. W 1950 roku ożenił się ze Stanisławą Wesołowską (ur. w 1927 roku). Mieli dwoje dzieci: córkę Mirosławę (ur. w 1951 roku) i syna Jerzego (ur. w 1952 roku) .

## Odznaczenia
- Krzyż Srebrny Orderu Virtuti Militari
- Krzyż Kawalerski Orderu Odrodzenia Polski
- Krzyż Walecznych – dwukrotnie
- Złoty Krzyż Zasługi
- Medal za Długoletnie Pożycie Małżeńskie
- Odznaka Budowniczego Wrocławia
- Odznaka Zasłużony dla Budownictwa Dolnego Śląska.